# ديفيد ستيفنسون (مؤرخ)
ديفيد ستيفنسون (بالإنجليزية: David Stevenson)‏ هو مؤرخ بريطاني، ولد في 1954.